# プール・オブ・レイディアンス
『プール・オブ・レイディアンス』 (英語: Pool of Radiance) は、1988年6月にアメリカ合衆国のStrategic Simulations (SSI) から発売されたPC/AT互換機用ロールプレイングゲーム。テーブルトークRPG『アドバンスト・ダンジョンズ&ドラゴンズ』 (AD&D) 第1版をベースにしている。
ストーリーは、モンスターに占領され廃墟となったフラン市をモンスターの手から取り戻すというもの。市役所から依頼されるクエストを順次こなしていくという形でゲームが進行する。全体のボリュームはそれほど大きくはないが、ひとつひとつのクエストが丁寧に作られ、プレイヤーの選択次第で多様な展開をみせる。当時のコンピュータRPGはクエストの解決方法が決まっているものが多かったが、本作はひとつのクエストに対して複数の解決方法が用意されているなど、テーブルトークRPGのシナリオを意識した構成になっている点が特徴的である。
開発はStrategic Simulationsが行い、プロジェクト・マネージャーはパソコン用ソフト『ジェムストンウォーリア』（1984年）を手掛けたチャールズ・J・クローゲル・ジュニア、音楽はパソコン用ソフト『バーズテイル』（1985年）を手掛けたデヴィッド・ウォーホルが担当している。
同年にコモドール64に移植された他、1989年にはApple II、Macintosh、1990年にはAmigaに移植された。日本語版の発売元はポニーキャニオンで、『ヒーロー・オブ・ランス』に続く AD&D シリーズの第2弾として、PC-9800シリーズやPC-8800シリーズ（mkIIMR以降、2HDフロッピーディスク）、PC-88VA、X1turbo、ファミリーコンピュータに移植された。
後に続編となる『カース・オブ・アジュア・ボンド』（1989年）が発売された他、同様のシステムを使用したゲーム（「ゴールド・ボックス」シリーズ）も多数発売された。2001年にはユービーアイソフトから同一タイトルを冠した 『Pool of Radiance: Ruins of Myth Drannor』 （日本語版は『プール オブ レディアンス』のタイトルで、メディアクエストから）が発売されたが、こちらはダンジョンズ&ドラゴンズ第3版をベースにした完全な新作である。

## 移植版
| No. | タイトル                     | 発売日                  | 対応機種                          | 開発元                | 発売元                          | メディア              | 型式              | 備考 |
| --- | ---------------------------- | ----------------------- | --------------------------------- | --------------------- | ------------------------------- | --------------------- | ----------------- | ---- |
| 1   | Pool of Radiance             | 1988年10月 1990年       | コモドール64                      | Strategic Simulations | Strategic Simulations U.S. Gold | フロッピーディスク    | -                 |      |
| 2   | Pool of Radiance             | 1989年3月               | Apple II                          | Strategic Simulations | Strategic Simulations           | フロッピーディスク    | -                 |      |
| 3   | Pool of Radiance             | 1989年10月              | Macintosh                         | Level Systems         | Strategic Simulations           | フロッピーディスク    | -                 |      |
| 4   | プール・オブ・レイディアンス | 1989年12月21日          | PC-8801mkIIMR以降 PC-88VA PC-9801 | Strategic Simulations | ポニーキャニオン                | 2HDフロッピーディスク | -                 |      |
| 5   | Pool of Radiance             | 1990年                  | Amiga                             | ユービーアイソフト    | Strategic Simulations U.S. Gold | フロッピーディスク    | -                 |      |
| 6   | プール・オブ・レイディアンス | 1990年10月              | X1turbo                           | Strategic Simulations | ポニーキャニオン                | フロッピーディスク    | -                 |      |
| 7   | プール・オブ・レイディアンス | 1991年6月28日 1992年4月 | ファミリーコンピュータ            | マリオネット          | ポニーキャニオン FCI            | ロムカセット          | PNF-QA NES-QA-USA |      |

### PC-9801/PC-8801/PC-88VA/X1turbo版
ゲームシステムはAD&Dを意識した作りとなっていて、キャラクター作成シーンの場合でも属性値は9種類におよび、職業はエルフやドワーフ、戦士、僧侶、魔法使いなど、テーブルトーク・ロールプレイングゲームのファンタジー世界では馴染みのあるものが用意されている。キャラクターグラフィックは、頭部と胴体の2種類をさまざまに組み合わせて、プレイヤーの好みで多種多様なスケッチを創ることが出来る。
プレイヤーの位置から2、3歩離れた位置にいる敵を認識できるのも独特で、敵が近づいてくる間に他方へ逃げることも可能である。敵に遭遇してしまった場合も、すぐに戦闘シーンに入ってしまうわけではなく、戦闘や逃走、交渉など数種の選択肢の中から、状況に合わせて選択できるシステムになっている。
基本画面は、画面左側にダンジョンの3Dマップや2Dマップ表示枠、右側にプレイヤーのパーティ・キャラクター一覧とステータス表示枠、下側にメッセージ表示枠がある。戦闘シーンでは、画面左枠が戦闘画面に変わり、戦闘が始まる場所によっては地形が変わってくる。

## スタッフ
PC/AT互換機版
- シナリオ：マイケル・ブレオー、デヴィッド・クック、ジェームス・M・ワード、スティーヴ・ウィンター
- ゲーム・クリエイト：SSI・スペシャル・プロジェクト・グループ
- プログラマー：キース・ブロース、ブラッド・マイヤーズ
- アディショナル・プログラマー：レイモンド・J・ヒューズ、エリック・ニケルソン、ピーター・シュミット
- アーティスト：フレッド・バッツ、スーザン・マンレイ、ダリア・マラスコ、モーリス・モリーネックス、ビンス・レイノルド、トム・ウォール
- アディショナル・アート：Westwood、ダグ・バーネット、スコット・A・M・ラグルズ、デヴィッド・シェリー、ロブ・ウォン、ジョアナ・ゼグリ
- 音楽、効果音：デヴィッド・ウォーホル
- 開発：ラッセル・ブラウン、ジョージ・マクドナルド、ポール・マレー、ビクター・ペンマン、デヴィッド・シェリー
- プロジェクト・マネージャー：チャールズ・J・クローゲル・ジュニア

ファミリーコンピュータ版
- 開発：賀川邦彦
- テクニカル・アドバイス：安田均
- 翻訳：清松みゆき
- グラフィック・デザイナー：横田青史
- 音楽：戸田誠司
- シニア・プログラマー：坂口芳明
- コ・プログラマー：さとうひろみ、わたなべたかつぐ
- シニア・ECLプログラマー：ひみもとき
- ECLプログラマー平島正之、小林眞人、ごとうゆきひろ、古橋秀幸
- 音楽プログラマー：田所広成
- 音楽コーダー：石井吉幸
- SSI開発：ダニエル・サーマク、ニコラス・ベライエフ

## 評価
北米のコンピュータ向け『プール・オブ・レイディアンス』は264,536本売れた。これはSSIが同年リリースしたAD&Dベースのアクション・ゲーム『ヒーロー・オブ・ランス』の3倍である。『プール・オブ・レイディアンス』は同社の歴史上でも格段の成功を収め、攻略本でさえSSIのそれまでのゲームより多く売れた。また、『プール・オブ・レイディアンス』は競合する『ウルティマV』や『バーズテイルIII』よりも多く売れた。
Computer Gaming World 誌の1988年7月の先行レビューでは、筆者は「デジャヴ」を感じたと述べ、過去のコンピュータRPGのゲーム画面との類似を指摘している。たとえば、左上のウィンドウに3次元の迷路が表示される点は『マイト・アンド・マジック』や『バーズテイル』に似ている（どちらも1980年代半ばにリリースされたゲーム）。キャラクターの一覧が表示されたウィンドウは1988年の『Wasteland』の特色である。また、アクティブ・キャラクターがパーティを代表する方式は『ウルティマV』で採用された。レビュアーは、ゲーム・プレイの設計手法が同ジャンルの他のゲームよりSSI自身の『Wizard's Crown』に近いことにも言及している。
『プール・オブ・レイディアンス』は肯定的な評価を受けている。G.M.  The Independent Fantasy Roleplaying Magazine はこのゲームのグラフィックを「良好」と判定し、ロールプレイと戦闘の側面を称賛した。レビュアーは「ロールプレイを好むプレイヤーは『プール』を購入すべきだろう。しかし、専らコンピュータ・ゲーム指向のプレイヤーは買うのを待ってもよい。（中略）それは彼らの損失となるだろう」と述べている。Commodore User 誌のTony Dillonは、ディスク・アクセスがやや低速であることが唯一の不満であったもののこのゲームの特色に感銘を受け、10点満点中9点を付けた。彼はこのゲームに Commodore User スーパースターを与え、「C64に華を添える、いや他のコンピュータを含めても最高のRPGである」と言い切った。イギリスの雑誌 Computer and Video Games は84号でこのゲームを高く評価し、「『プール』はすべてのRPGプレイヤーあるいは冒険者にとって見逃せないゲームであり、RPG初心者は入門ガイドとして購入することを真剣に検討すべきである」と述べた。別のイギリスの雑誌 The Games Machine はこのゲームに89%の評価を付け、三人称視点の戦闘画面をSSIにとって大きな進歩であると述べた。従来、SSIのRPGでは過度に単純化されたグラフィックが採用されていたためである。表現に独創性がないことや色使いがやや単調であることには批判的であったが、このゲームを「SSIが見事に再現した古典的な『ダンジョンズ&ドラゴンズ』」と結論づけた。Zzap!64 誌のレビューはそれほど肯定的ではなく、このゲームのスコアは80%だった。謎解きはあまり重視されず、「たたき切り、切り分け、切り刻む」ことを過度に要求されるとして、謎解き要素には49%を付けている。
Computer Gaming World 誌では、3人のレビュアーが相異なる反応を示した。ケン・セント・アンドレ（テーブルトークRPG『トンネルズ&トロールズ』のデザイナー）はD&Dのシステムを嫌っているにもかかわらずこのゲームを認め、アート、戦闘と謎解きの組み合わせ、意外性を称賛した。彼は「「ライバル」のデザイナーの言葉として受け取ってください。『プール・オブ・レイディアンス』はすべてのファンタジーCRPGプレイヤーにお薦めします」と結んだ。しかしながら、Tracie Forman HicksはD&Dのシステムに忠実すぎるために『ウルティマ』や『ウィザードリィ』などのゲームに後れを取っていると述べた。彼女もまたこのゲームの謎解きや長々とした戦闘の連続を気に入らなかった。Scorpiaもゲーム中の戦闘の量を嫌い、それがなければ「適切にデザインされたスライサー/ダイサー」であると述べ、「このゲームをやり終えるには忍耐（もしかするとヨブのそれ）が必要」と結んだ。Compute! 誌のShay Addamsは経験豊富なRPGプレイヤーには「新しいものは何もない」としながらも、「ダンジョン、ドラゴン、ドラマが大好きな」プレイヤーに推薦した。『ドラゴン』誌143号（1989年3月）のコラム「The Role of Computers」には、Hartley Lesser、Patricia Lesser、Kirk Lesser（しばしば「The Lessers」と呼ばれる）による『プール・オブ・レイディアンス』の3ページのレビューが掲載された。レビュアーはこのゲームを「AD&Dのルールに忠実に従った最初の製品」と称賛した。そして「熱心なAD&Dプレイヤーのマストバイに分類される」「優れたファンタジーRPG」と判定し、「地元の販売店に駆け込んで『プール・オブ・レイディアンス』を買う」ように勧告した。彼らはこのゲームをSSIの主力製品と見なし、「間違いなく、何千人ものコンピュータ愛好家をTSRの冒険に満ちた世界に送り出すだろう」と推測した。レビュアーはC64/128システムの「悪名高いほど低速」な技術を批判し、SSIがこのゲームに組み込んだソフトウェアベースのファストローダー・ユーティリティがなければC64/128版はほとんどプレイ不可能になっていたであろうことを付け加えた。逆にMS-DOS版は非常に高速であり、画面に表示されるメッセージをすべて読むにはゲームの処理速度を低下させなければならないほどだった。このレビューによると、Enhanced Graphics Adapter（EGA）グラフィック・モードを使用した場合、MS-DOS版はC64/128版の2倍の速度で動く。
Alex Simmons、Doug Johns、Andy Mitchellは1990年の Amiga Action 誌でAmiga版の『プール・オブ・レイディアンス』を論評し、総合評価として79%を付けた。MitchellはAmiga版の『プール・オブ・レイディアンス』より早くリリースされた『チャンピオンズ・オブ・クリン』の方を好んだ。『プール』は『チャンピオンズ』と比べて「代わり映えしない」うえにプレイしづらく、プレイヤーの操作も制限されているとしている。Simmonsには、『プール』は原始的で、『チャンピオンズ』と比べて洗練されていないように見えた。彼は『プール』が『チャンピオンズ』の基準に達しているとは思わなかったが、それでも「ちょっとした良作」であると述べた。その一方で、Johnsは『プール』を『チャンピオンズ』ほど洗練されていないにしても非常にユーザーフレンドリーであると評価し、待つ価値があったと考えた。
『プール・オブ・レイディアンス』はゲーム出版界で高く評価され、1988年のオリジン賞で「ベスト・ファンタジー/SFコンピュータ・ゲーム」を受賞した。1989年の『ドラゴン』誌の第2回「Beastie Award」では、読者投票でその年の最も人気のあるファンタジーRPGに選ばれた（次点は『ウルティマV』）。最も人気のあるフォーマットはApple II版で、PC DOS/MS-DOS版は僅差で2位だった。Commodore 64/128版の得票が最も少なかった。得票の主な要因は、グラフィックや使いやすいユーザー・インターフェイスに加えて、ゲームがAD&Dのシステムに忠実であることだった。『プール・オブ・レイディアンス』は、RPGA（ロール・プレイング・ゲーム・アソシエイション）が主催するゲーマーズ・チョイス・アワードで1989年のベスト・コンピュータ・ゲームにも選ばれた。1990年には、Computer Gaming World 誌の読者投票による「オールタイム・フェイバリッツ」で第5位の票を得た。
Allen Rauschは、GameSpyの2004年の回顧記事「D&Dコンピュータ・ゲームの歴史」で、このゲームを「確かに欠点はある（とりわけ、ものすごいロード時間、不可解なインターフェイス、レベル上限の低さ）が、広大で拡張性のある冒険であり、後に続く「ゴールド・ボックス」シリーズすべての基礎を築いた」と結論づけた。1994年、PC Gamer US 誌は『プール・オブ・レイディアンス』を過去最高のコンピュータ・ゲームの第43位に選んだ。
IGNは、2014年にこのゲームを「史上最高の『ダンジョンズ&ドラゴンズ』ゲーム11作品」の第3位に選んだ。『ペースト』誌のIan Williamsは、2015年にこのゲームを「最も偉大な『ダンジョンズ&ドラゴンズ』コンピュータ・ゲーム10作品」の第5位に選んだ。
『コンプティーク』ではTRPGリプレイ風のゲームレビューが連載された。

### PC-9801/PC-8801/PC-88VA/X1turbo版
ホビーパソコン関連誌『マイコンBASICマガジン』1990年1月号では、「1作目（『ヒーロー・オブ・ランス』）がアクション要素の強い作品だったのに対し、今回は本格的なRPG」となっていると紹介し、「この『プール・オブ・レイディアンス』からは、テーブルトーク独特の魅力というものを損ねないようにという制作者の配慮がひしひしと感じられます」「パソコンRPGしか知らない人は、これをプレイしてテーブルトークの魅力を少しではありますが、感じてみるといい」と、楽しみ方の推奨のコメントを残している。

### ファミリーコンピュータ版
ゲーム誌『ファミコン通信』の「クロスレビュー」では合計23点（満40点）、『ファミリーコンピュータMagazine』の読者投票による「ゲーム通信簿」での評価は以下の通りとなっており、17.5点（満30点）となっている。
| 項目 | キャラクタ | 音楽 | お買得度 | 操作性 | 熱中度 | オリジナリティ | 総合 |
| 得点 | 3.2        | 3.0  | 2.4      | 3.0    | 2.8    | 3.3            | 17.5 |

## 続編
本作の直接の続編は3作発売され、以下のように全4作の連作シナリオとなっている。次のシナリオにキャラクターを持ち越すこともできる。キャラクターの上限レベルも徐々に上がっていき、最終的には20レベルを超える高レベルでの冒険となる。
また、番外編としてアクションRPGの『ヒルズファー』がある。システムは本作とは全く異なるゲームであるが、本作からキャラクターを転送して使うこともできるようになっている。
- プール・オブ・レイディアンス（本作）
- カース・オブ・アジュア・ボンド（英語版） (Curse of the Azure Bonds)
- シークレット・オブ・シルバーブレイド（英語版） (Secret of the Silver Blades)
- プールズ・オブ・ダークネス（英語版） (Pools of Darkness)

番外編
- ヒルズファー (Hillsfar)

また、同様のシステムでドラゴンランスやSavage Frontierを舞台にしたシリーズも発売された（日本語版はドラゴンランスの最初の2作のみ発売）。このほか、同様のシステムを使ったMMORPGやRPG制作ソフトも発売された。
- ドラゴンランスシリーズ
  - チャンピオンズ・オブ・クリン（英語版） (Champions of Krynn)
  - デス・ナイト・オブ・クリン（英語版） (Death Knights of Krynn)
  - The Dark Queen of Krynn（日本未発売）
- Savage Frontierシリーズ
  - Gateway to the Savage Frontier
  - Treasures of the Savage Frontier
- MMORPG
  - Neverwinter Nights （同名の『ネヴァーウィンター・ナイツ』（2002年）とは別のゲーム）
- シナリオ制作
  - Forgotten Realms Unlimited Adventures